# Il pesce innamorato
Il pesce innamorato è un film del 1999 diretto e interpretato da Leonardo Pieraccioni.
La pellicola incassò 19 miliardi di lire.

## Trama
Arturo è un falegname che vive con i genitori e lo zio materno Arnaldo, privo del senso degli affari, che si ostina ad aprire i negozi più assurdi destinati al fallimento (tra i tanti, un negozio di maschere subacquee sul Monte Amiata e un negozio di pinoli). Arturo scrive racconti fin da quando era piccolo; uno di questi, "Il pesce innamorato", viene pubblicato da un'importante casa editrice ed ottiene grande successo. In uno dei suoi viaggi per promuovere il libro, incontra Matilde. I due si innamorano l’uno dell’altra ma, dopo aver passato la notte insieme, si perdono di vista per oltre un anno.
Dopo essere fuggito dalla frenetica attività di promozione che gli impone la casa editrice, Arturo costruisce in un bosco isolato la casetta che ha sempre sognato, con il tetto rosso, le pareti gialle e il comignolo celeste. Matilde, nello stesso periodo, dà alla luce un bambino.
Quindici mesi dopo, Matilde va a trovare Arturo e gli confessa che sta per sposarsi ma che non è sicura dell’identità del padre del bambino, che ha ora sei mesi. Anzi, lei sente che il padre è proprio lui. Arturo, inizialmente scioccato dalla notizia, si sottopone all'esame del DNA per chiarire la paternità. Matilde, nel frattempo, torna a Venezia dal fidanzato. Prima ancora di avere i risultati degli esami, Arturo va da Matilde e la convince ad abbandonare tutto e ad andare a vivere con lui. Anche Arturo decide per un cambiamento; abbandona la casa editrice e fa pubblicare le sue ultime novelle allo zio che ha aperto una nuova attività: "La racconteria dello zio".

## Riprese
Le riprese del film si svolsero a Firenze (tra cui Palazzo Bonaparte - Hotel Westin Excelsior), a Lucca (presso 
la Villa Bellosguardo nella frazione di Pieve Santo Stefano), a Venezia e a Roma (al Grand Hotel Plaza e a Piazza del Popolo).

## Colonna sonora
Le musiche originali inclusi i temi strumentali inediti sono di Claudio Guidetti.
La ballata Everyday di Daniele Groff è il brano portante dell'intera colonna sonora; il rispettivo video musicale, diretto da Marco Limberti, inizia con un paesaggio marino che viene spesso attraversato da un pesce rosso ed alterna scene di cantato con frammenti originali e momenti di backstage del film. La canzone è la traccia numero 10 dell'album Variatio 22, uscito nel 1998. Tra le altre canzoni presenti nel film troviamo: La copa de la vida di Ricky Martin e Scatman's world di Scatman John.